# پامفریت (مریلند)
پامفریت (به انگلیسی: Pomfret) شهری در ایالت مریلند کشور ایالات متحده آمریکا است که جمعیت آن در سرشماری سال ۲۰۱۰ میلادی، ۵۱۷ نفر بوده‌است.